# Wysokie (gmina Raczki)
Wysokie – wieś w Polsce, położona w województwie podlaskim, w powiecie suwalskim, w gminie Raczki.
| SIMC    | Nazwa       | Rodzaj    |
| ------- | ----------- | --------- |
| 1013430 | Kozia Ulica | część wsi |

W latach 1975–1998 miejscowość należała administracyjnie do województwa suwalskiego.